# Cocina ecléctica
Cocina ecléctica es un recetario gastronómico publicado en 1890 y recopilado por la argentina Juana Manuela Gorriti en base a las recetas que le fueron remitidas desde distintas partes de Hispanoamérica por amigas suyas. Las recetas que le enviaron no solo contenían los ingredientes y el proceso culinario, sino también historias y anécdotas.
Las autoras de las recetas eran parte de la red intelectual de mujeres que Gorriti pudo ensamblar en base a sus tertulias literarias en Perú, asistentes a sus veladas, o conocidas o familiares de asistentes varones, así como amistades y parientes bolivianas y argentinas de Gorriti.

## Autoras
Entre las autoras de las recetas compiladas encontramos a:
- Clorinda Matto de Turner
- Mercedes Cabello de Carbonera
- Teresa González de Fanning